# Сактан
Сактан (каз. Сақтан) — село в Талгарском районе Алматинской области Казахстана. Входит в состав Кайнарского сельского округа. Код КАТО — 196247780.

## Население
В 1999 году население села составляло 133 человека (65 мужчин и 68 женщин). По данным переписи 2009 года, в селе проживало 176 человек (97 мужчин и 79 женщин).